# Лужицкая семинария

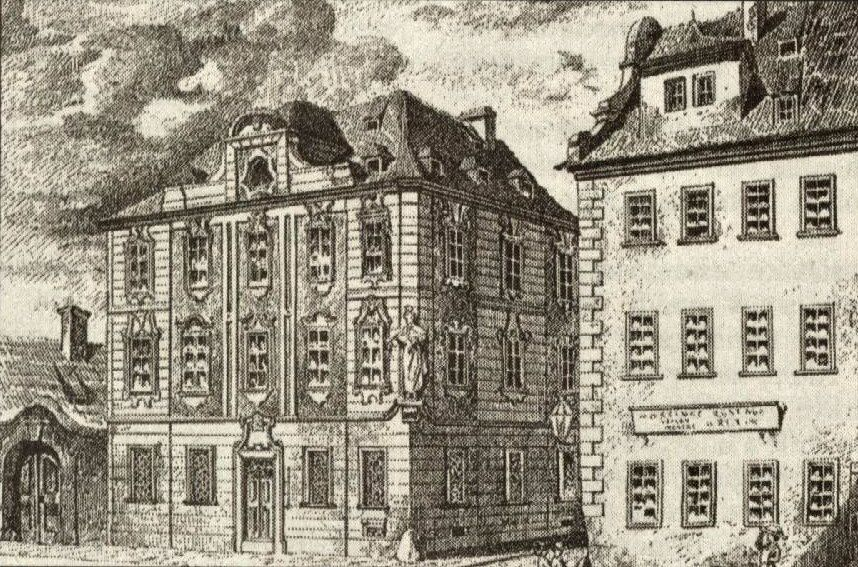
Лужицкая семинария. Литография XIX века

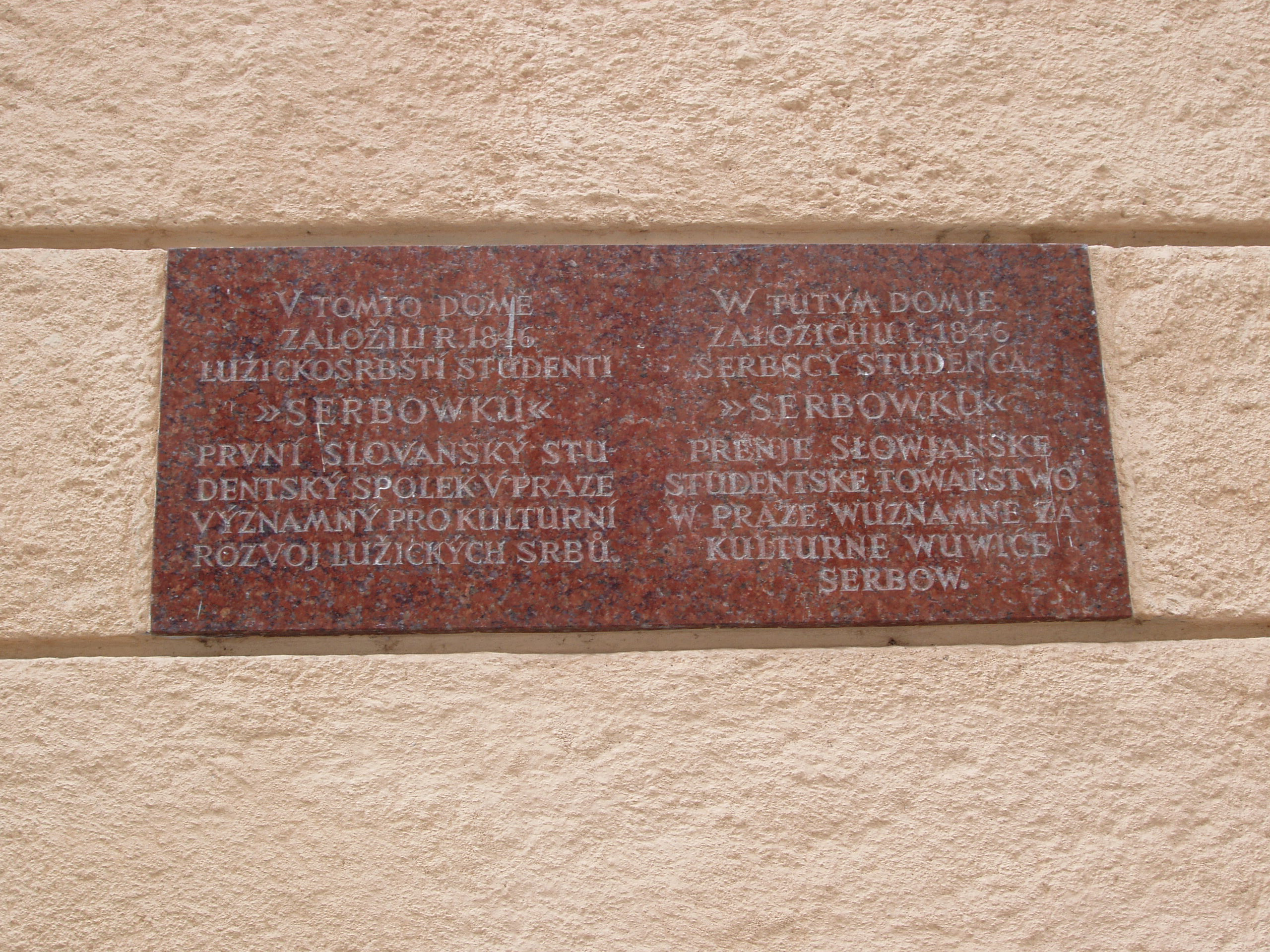
Мемориальная табличка на фасаде здания, посвящённая студенческому братству «Сербовка»

Лужицкая семинария, другой вариант наименования — Сербская семинария (в.-луж. Serbski seminar, чеш. Lužický seminář, нем. Wendische Seminar, лат. Seminarium Lusaticum Pragense) — католическая семинария, действовавшая с 1728 года по 1922 год в пражском районе Мала-Страна, Чехия. В XVIII—XIX веках Лужицкая семинария сыграла значительную роль в культурном возрождении лужицкого народа. Здание является Культурным памятником Чешской Республики.

## История
В 1694 году два католических священника из Будишина Мартин Норберт (1637—1707) и Георг Иосиф Шимон (1646—1729) основали в 1706 году в Праге гостеприимный дом для паломников из Верхней Лужицы. В этом доме также проживали кандидаты в священство, которые обучались в Карловом университете. До Реформации Верхняя Лужица входила в состав католической епархии Мейсена. После распространения лютеранства Будишин вошёл в состав Апостольской администратуры, которая направляла кандидатов в священство для обучения в католические семинарии Кракова, Вены, иезуитские образовательные учреждения в Оломоуце и Праге. Гостеприимный дом стал основой будущей семинарии для студентов из Верхней Лужицы. Сербская семинария святого Петра была основана в Праге в 1724 году как учебное заведение для подготовки будущих католических священников Верхней Лужицы. Семинария была утверждена 6 июля 1725 года указом императора Карла VI. Строительство семинарского здания по проекту архитектора Килиана Игнаца Динценхофера началось в 1726 году и закончилось в 1728 году. 15 июля 1726 года был заложен первый камень семинарии.
Осенью 1728 года началось преподавание в Лужицкой семинарии, в которой были теологический и философский факультеты. В первый год в Лужицкой семинарии обучались 15 студентов. В первые годы после основания семинарии в неё принимали только кандидатов из Лужицы. Некоторые из них проходили предварительное образование, посещая лекции по богословию в Карловом университете. С середины XIX века некоторые кандидаты получали среднее образование в малостранской гимназии. Сербские студенты, обучавшиеся в Лужицкой семинарии, поддерживали связи с чешскими студентами. 21 октября 1846 года семинарист Якуб Бук вместе с другими семинаристами основал студенческое братство «Сербовка», целью которой стало объединение всех лужицких студентов, обучавшихся в Праге. В эту студенческую организацию в разное время входили будущие известные лужицкие писатели и общественные деятели Михал Горник, Якуб Барт-Чишинский, Миклауш Андрицкий и Йозеф Новак. Среди участников «Сербовки» были популярны идеи панславизма. Деятельность «Сербовки» способствовала консолидации лужицкого народа и его самоидентификации.
На первом этаже семинарии находилась часовня, посвящённая святому апостолу Петру. В настоящее время скульптура святого апостола Петра скульптора Матея Вацлава Еккеля, которая ранее располагалась в этой часовне, находится на углу внешней стороны здания семинарии.
В конце XVIII века после изменения границ германских католических епархий в семинарию стали принимать немецкоязычных студентов. В семинарии возникла конкуренция между славянским и немецким национализмом. Немецкая сторона упрекала в панславизме славянскую сторону, что приводило к постоянным конфликтам на государственном и церковном уровне. После Первой мировой войны в условиях инфляции сократилась материальная помощь со стороны католического епископа в Бауцене. В этих условиях численность семинаристов значительно сократилась. В августе 1922 года семинаристы были отправлены обратно в Саксонию. Осенью 1922 года деятельность Сербской семинарии была прекращена и 30 октября 1922 здание семинарии было передано местным властям. До 1927 года семинаристы бывшей Лужицкой семинарии обучались в населённом пункте Шмохтитц (Шмохтицы). Потом семинаристы из Верхней Лужицы обучались в семинарии города Фульда.
С 1728 года по 1922 год семинарию закончило 768 выпускников. Из них лужичанами были 428 человек, 319 человек были немцами и 21 человек были представителями других национальностей.
После Второй мировой войны здание семинарии было передано во владение общественной организации «Общество друзей Лужицы». До 1955 года в здании действовало лужицкое учебное заведение. После здание было национализировано и пражские власти разрешили разместить в Сербской семинарии архив и библиотеку имени Михала Горника. В библиотеке регулярно проходили различные культурные мероприятия, посвящённые лужицкой культуре. В 2002 году здание и библиотека серьёзно пострадали от наводнения.
В настоящее время собственником здания является чешское Министерство образования, молодёжи и спорта Чешской Республики. В здании находится Центр по изучению высшего образования. Библиотека имени Михала Горника открыта для посещения каждую среду с 13.00 до 15.00 часов.

## Известные выпускники
- Выпускники Лудицкой семинарии
- Бедрих-Радлубин, Миклауш (1859—1930) — серболужицкий писатель и поэт;
- Бедрих, Михал (1855—1876) — серболужицкий писатель и поэт;
- Весела, Михал (1863—1927) — лужицкий поэт.
- Вяцлавк, Якуб (1885—1951) — библиотекарь. Основатель серболужицкой библиографии;
- Дучман, Гандрий (1836—1909) — лужицкий поэт и писатель.
- Жур, Миклауш (1859—1932) — лужицкий писатель, драматург и общественный деятель.
- Заренк, Миклауш (1865—1916) — лужицкий писатель и поэт
- Краль, Юрий (1864—1945) — лужицкий филолог.
- Кубаш, Юрий Густав (1845—1924) — публицист, крестьянский общественный деятель.
- Кучанк, Якуб (1818—1898) — лужицкий писатель и общественный деятель.
- Франц Георг Лок (1751—1831) — епископ апостольской префектуры Лужицы.
- Якуб Новак-Горянский — лужицкий писатель.
- Цыж-Гайничанский, Ян (1883—1948) — лужицкий общественный деятель. Председатель Серболужицкого национального собрания.
- Михал Шевчик (1870—1903) — лужицкий писатель, историк и публицист.
- Чесла, Ян (1840—1915) — врач, серболужицкий поэт.
- Чорлих, Миклауш (1784—1858) — серболужицкий общественный деятель национального возрождения.
- Шевчик, Якуб (1867—1935) — лужицкий поэт и общественный деятель.
- Юст, Миклауш (1885—1975) — лужицкий публицист.